# Maria Nápoles
Maria José Nápoles (Lourenço Marques, África Oriental Portuguesa, 7 de noviembre de 1936-27 de junio de 2024) fue una esgrimidora portuguesa especialista en florete.

## Carrera
Participó en los Juegos Olímpicos de Roma 1960 en el evento individual, siendo la primera esgrimidora de Portugal en participar en los Juegos Olímpicos, donde perdió sus cuatro combates y quedó fuera en la primera ronda, finalizando en la posición 46 entre 56 participantes, siendo ésta su única participación olímpica.

## Reconocimientos
El 8 de marzo de 2024, el Comité Olímpico de Portugal la homenajeó durante la celebración del Día Internacional de la Mujer junto al resto de atletas pioneras de cada deporte que han representado a Portugal en los Juegos Olímpicos, como la gimnasta Dália Cunha, la nadadora Regina Veloso o la judoca Teresa Gaspar.